# 愛を殺さないで
『愛を殺さないで』（原題：Mortal Thoughts）は、1991年制作のアメリカ合衆国のサスペンス映画。
当時夫婦だったデミ・ムーアとブルース・ウィリスが夫婦共演している。

## あらすじ
物語は、シンシアが殺人事件の重要参考人としてウッズ刑事の取り調べを受けるシーンから始まる。
シンシアの親友ジョイスは、夫ジェームズと結婚した当初からいさかいが絶えなかった。彼はヤク中で粗暴な男だった。
そしてある日、ついに耐えかねたジョイスがジェームズを殺してしまう。
2人はジェームズの死体を捨て、口裏を合わせて殺人の事実を隠そうとする。しかし、シンシアが夫アーサーに話してしまった事から、歯車が狂い始める…。

## キャスト
※括弧内は日本語吹替
- シンシア・ケロッグ - デミ・ムーア（高島雅羅）
- ジョイス・ウバンスキー - グレン・ヘドリー（一柳みる）
- ジェームズ・ウバンスキー - ブルース・ウィリス（麦人）
- ジョン・ウッズ - ハーヴェイ・カイテル（堀勝之祐）
- アーサー・ケロッグ - ジョン・パンコウ（小室正幸）
- リンダ・ニーロン - ビリー・ニール（高畑淳子）
- ドミニク・マリーノ - フランク・ヴィンセント（吉水慶）
- グロリア・ウバンスキー - カレン・シャロ（磯辺万沙子）
- クッキー - ケリー・シナンテ（松井菜桜子）